# Florent Pagny/Diskografie
Diese Diskografie ist eine Übersicht über die musikalischen Werke des französischen Sängers Florent Pagny. Den Schallplattenauszeichnungen zufolge hat er bisher mehr als 12,4 Millionen Tonträger verkauft. Seine erfolgreichste Veröffentlichung ist das Album Savoir aimer mit über zwei Millionen verkauften Einheiten.

## Alben

### Studioalben
| Jahr | Titel                      | Höchstplatzierung, Gesamtwochen, AuszeichnungChartplatzierungen (Jahr, Titel, Platzierungen, Wochen, Auszeichnungen, Anmerkungen) | Höchstplatzierung, Gesamtwochen, AuszeichnungChartplatzierungen (Jahr, Titel, Platzierungen, Wochen, Auszeichnungen, Anmerkungen) | Höchstplatzierung, Gesamtwochen, AuszeichnungChartplatzierungen (Jahr, Titel, Platzierungen, Wochen, Auszeichnungen, Anmerkungen) | Anmerkungen                                                  |
| Jahr | Titel                      | FR | BEW | CH | Anmerkungen                                                  |
| ---- | -------------------------- | --- | --- | --- | ------------------------------------------------------------ |
| 1990 | Merci                      | FR— GoldFR | — | — | Erstveröffentlichung: 16. April 1990                         |
| 1992 | Réaliste                   | — | — | — | Erstveröffentlichung: 24. Juli 1992                          |
| 1994 | Rester vrai                | FR— ×2DoppelgoldFR | — | — | Erstveröffentlichung: 21. März 1994                          |
| 1997 | Savoir aimer               | FR1 Diamant · (85 Wo.)FR | BEW1 Platin · (64 Wo.)BEW | CH23 Platin · (16 Wo.)CH | Erstveröffentlichung: 7. November 1997 Verkäufe: + 2.000.000 |
| 1999 | RéCréation                 | FR1 Platin · (21 Wo.)FR | BEW4 Gold · (24 Wo.)BEW | CH94 (1 Wo.)CH | Erstveröffentlichung: 25. Oktober 1999                       |
| 2000 | Châtelet-Les Halles        | FR1 ×2Doppelplatin · (80 Wo.)FR                                                                                                   | BEW3 Gold · (20 Wo.)BEW | CH16 Gold · (20 Wo.)CH | Erstveröffentlichung: 6. November 2000                       |
| 2001 | 2                          | FR3 ×2Doppelgold · (36 Wo.)FR | BEW3 Gold · (14 Wo.)BEW | CH8 Gold · (16 Wo.)CH | Erstveröffentlichung: 17. Februar 2001                       |
| 2003 | Ailleurs land              | FR1 Diamant · (75 Wo.)FR | BEW1 Gold · (44 Wo.)BEW | CH2 Platin · (34 Wo.)CH | Erstveröffentlichung: 7. April 2003                          |
| 2004 | Baryton                    | FR1 ×2Doppelplatin · (75 Wo.)FR                                                                                                   | BEW1 Platin · (61 Wo.)BEW | CH19 Gold · (12 Wo.)CH | Erstveröffentlichung: 8. November 2004                       |
| 2006 | Abracadabra                | FR2 Platin · (66 Wo.)FR | BEW2 Gold · (33 Wo.)BEW | CH13 Gold · (19 Wo.)CH | Erstveröffentlichung: 14. April 2006                         |
| 2007 | Pagny chante Brel          | FR3 (32 Wo.)FR | BEW1 Platin · (44 Wo.)BEW | CH28 (10 Wo.)CH | Erstveröffentlichung: 19. November 2007                      |
| 2009 | C’est comme ça             | FR2 ×2Doppelplatin · (58 Wo.)FR                                                                                                   | BEW1 Gold · (52 Wo.)BEW | CH16 (14 Wo.)CH | Erstveröffentlichung: 25. Mai 2009                           |
| 2010 | Tout et son contraire      | FR1 (62 Wo.)FR | BEW1 Platin · (43 Wo.)BEW | CH31 (9 Wo.)CH | Erstveröffentlichung: 8. November 2010                       |
| 2012 | Baryton. Gracias a la vida | FR2 (37 Wo.)FR | BEW5 (26 Wo.)BEW | CH40 (4 Wo.)CH | Erstveröffentlichung: 8. November 2012                       |
| 2013 | Vieillir avec toi          | FR1 Diamant · (112 Wo.)FR | BEW1 Gold · (82 Wo.)BEW | CH9 (37 Wo.)CH | Erstveröffentlichung: 4. November 2013                       |
| 2016 | Habana                     | FR2 Platin · (67 Wo.)FR | BEW1 (47 Wo.)BEW | CH6 (15 Wo.)CH | Erstveröffentlichung: 29. April 2016                         |
| 2017 | Le présent d’abord         | FR2 ×2Doppelplatin · (53 Wo.)FR                                                                                                   | BEW1 Gold · (62 Wo.)BEW | CH1 (18 Wo.)CH | Erstveröffentlichung: 22. September 2017                     |
| 2018 | Tout simplement            | FR15 (12 Wo.)FR | BEW4 (30 Wo.)BEW | CH17 (7 Wo.)CH | Erstveröffentlichung: 30. März 2018                          |
| 2019 | Aime la vie                | FR2 Platin · (44 Wo.)FR | BEW2 (55 Wo.)BEW | CH5 (9 Wo.)CH | Erstveröffentlichung: 7. Juni 2019                           |
| 2021 | L’avenir                   | FR1 Platin · (43 Wo.)FR | BEW1 (42 Wo.)BEW | CH8 (23 Wo.)CH | Erstveröffentlichung: 17. September 2021                     |
| 2023 | 2bis                       | FR1 ×2Doppelplatin · (… Wo.)FR | BEW1 (32 Wo.)BEW | CH1 (18 Wo.)CH | Erstveröffentlichung: 1. September 2023                      |

grau schraffiert: keine Chartdaten aus diesem Jahr verfügbar

### Livealben
| Jahr | Titel                                 | Höchstplatzierung, Gesamtwochen, AuszeichnungChartplatzierungen (Jahr, Titel, Platzierungen, Wochen, Auszeichnungen, Anmerkungen) | Höchstplatzierung, Gesamtwochen, AuszeichnungChartplatzierungen (Jahr, Titel, Platzierungen, Wochen, Auszeichnungen, Anmerkungen) | Höchstplatzierung, Gesamtwochen, AuszeichnungChartplatzierungen (Jahr, Titel, Platzierungen, Wochen, Auszeichnungen, Anmerkungen) | Anmerkungen                             |
| Jahr | Titel                                 | FR | BEW | CH | Anmerkungen                             |
| ---- | ------------------------------------- | --- | --- | --- | --------------------------------------- |
| 1998 | En concert                            | FR2 ×2Doppelplatin · (30 Wo.)FR                                                                                                   | BEW3 Gold · (34 Wo.)BEW | CH— GoldCH | Erstveröffentlichung: 13. November 1998 |
| 2004 | Été 2003 à l’Olympia                  | FR11 Gold · (30 Wo.)FR | BEW4 (19 Wo.)BEW | CH37 (8 Wo.)CH | Erstveröffentlichung: 27. Januar 2004   |
| 2005 | Baryton – L’intégrale du spectacle    | FR24 (14 Wo.)FR | BEW12 (15 Wo.)BEW | CH95 (1 Wo.)CH | Erstveröffentlichung: 28. November 2005 |
| 2012 | Ma liberté de chanter – Live Acoustic | FR6 (20 Wo.)FR | BEW4 (32 Wo.)BEW | CH42 (5 Wo.)CH | Erstveröffentlichung: 6. April 2012     |
| 2014 | Vieillir ensemble – Le live           | FR33 Diamant · (27 Wo.)FR | BEW13 (49 Wo.)BEW | CH30 (2 Wo.)CH | Erstveröffentlichung: 24. November 2014 |

### Kompilationen
| Jahr | Titel                               | Höchstplatzierung, Gesamtwochen, AuszeichnungChartplatzierungen (Jahr, Titel, Platzierungen, Wochen, Auszeichnungen, Anmerkungen) | Höchstplatzierung, Gesamtwochen, AuszeichnungChartplatzierungen (Jahr, Titel, Platzierungen, Wochen, Auszeichnungen, Anmerkungen) | Höchstplatzierung, Gesamtwochen, AuszeichnungChartplatzierungen (Jahr, Titel, Platzierungen, Wochen, Auszeichnungen, Anmerkungen) | Anmerkungen                              |
| Jahr | Titel                               | FR | BEW | CH | Anmerkungen                              |
| ---- | ----------------------------------- | --- | --- | --- | ---------------------------------------- |
| 1995 | Bienvenue chez moi                  | FR— DiamantFR | BEW1 Platin · (73 Wo.)BEW | CH— PlatinCH | Erstveröffentlichung: 26. September 1995 |
| 1999 | Les talents du siècle               | — | BEW47 (1 Wo.)BEW | — |                                          |
| 2006 | Les 100 plus belles chansons        | — | BEW65 (27 Wo.)BEW | — | Erstveröffentlichung: 20. November 2006  |
| 2008 | Les 50 plus belles chansons         | — | BEW39 (5 Wo.)BEW | — | Erstveröffentlichung: 12. Mai 2008       |
| 2008 | De part et d’autre – Triple Best Of | — | BEW2 Gold · (60 Wo.)BEW | — | Erstveröffentlichung: 10. November 2008  |
| 2014 | Panoramas                           | — | BEW19 (16 Wo.)BEW | — | Erstveröffentlichung: 27. Oktober 2014   |
| 2018 | Toujours et encore                  | FR41 (9 Wo.)FR | BEW11 (26 Wo.)BEW | CH38 (3 Wo.)CH | Erstveröffentlichung: 6. Oktober 2018    |

## Singles

### Als Leadmusiker
| Jahr | Titel Album                                            | Höchstplatzierung, Gesamtwochen, AuszeichnungChartplatzierungen (Jahr, Titel, Album, Platzierungen, Wochen, Auszeichnungen, Anmerkungen) | Höchstplatzierung, Gesamtwochen, AuszeichnungChartplatzierungen (Jahr, Titel, Album, Platzierungen, Wochen, Auszeichnungen, Anmerkungen) | Höchstplatzierung, Gesamtwochen, AuszeichnungChartplatzierungen (Jahr, Titel, Album, Platzierungen, Wochen, Auszeichnungen, Anmerkungen) | Anmerkungen                                                                 |
| Jahr | Titel Album                                            | FR | BEW | CH | Anmerkungen                                                                 |
| --- | ------------------------------------------------------ | --- | --- | --- | --------------------------------------------------------------------------- |
| 1988 | N’importe quoi –                                       | FR1 Gold · (27 Wo.)FR | — | — |                                                                             |
| 1988 | Laissez-nous respirer –                                | FR8 Silber · (19 Wo.)FR | — | — |                                                                             |
| 1989 | Comme d’habitude –                                     | FR6 (14 Wo.)FR | — | — | Erstveröffentlichung: Mai 1989                                              |
| 1990 | J’te jure Merci                                        | FR16 (13 Wo.)FR | — | — |                                                                             |
| 1990 | Ça fait des nuits Merci                                | FR17 (17 Wo.)FR | — | — |                                                                             |
| 1990 | Presse qui roule Merci                                 | FR24 (11 Wo.)FR | — | — |                                                                             |
| 1991 | Prends ton temps Merci                                 | FR42 (3 Wo.)FR | — | — |                                                                             |
| 1992 | Tue-moi Réaliste                                       | FR24 (22 Wo.)FR | BEW38 (1 Wo.)BEW | — |                                                                             |
| 1993 | Qu’est-ce qu’on a fait? Réaliste                       | FR46 (1 Wo.)FR | — | — |                                                                             |
| 1994 | Est-ce que tu me suis? Rester vrai                     | FR45 (2 Wo.)FR | — | — |                                                                             |
| 1994 | Si tu veux m’essayer Rester vrai                       | FR7 (23 Wo.)FR | — | — |                                                                             |
| 1996 | Caruso Bienvenue chez moi                              | FR2 (20 Wo.)FR | BEW3 Gold · (18 Wo.)BEW | — | Erstveröffentlichung: 2. Februar 1996                                       |
| 1996 | Oh Happy Day Bienvenue chez moi                        | FR8 (15 Wo.)FR | — | — | mit Carole Fredericks und les Chérubins de Sarcelles                        |
| 1997 | Savoir aimer                                           | FR1 Diamant · (24 Wo.)FR | BEW1 Platin · (24 Wo.)BEW | — | Erstveröffentlichung: 17. Oktober 1997                                      |
| 1998 | Chanter Savoir aimer                                   | FR16 Gold · (19 Wo.)FR | BEW15 (14 Wo.)BEW | — |                                                                             |
| 1998 | D’un amour l’autre Savoir aimer                        | FR83 (4 Wo.)FR | — | — |                                                                             |
| 1998 | Dors Savoir aimer                                      | FR29 (14 Wo.)FR | BEW28 (5 Wo.)BEW | — |                                                                             |
| 1999 | Jolie môme RéCréation                                  | FR13 (22 Wo.)FR | BEW11 (19 Wo.)BEW | — | Erstveröffentlichung: 17. September 1999                                    |
| 2000 | Les parfums de sa vie (je l’ai tant aimée) RéCréation  | FR38 (10 Wo.)FR | BEW30 (6 Wo.)BEW | — | Erstveröffentlichung: 24. Januar 2000                                       |
| 2000 | Et un jour, une femme Châtelet les Halles              | FR5 Silber · (22 Wo.)FR | BEW2 Gold · (16 Wo.)BEW | — | Erstveröffentlichung: 23. Oktober 2000                                      |
| 2001 | Châtelet Les Halles Châtelet les Halles                | FR45 (18 Wo.)FR | — | — |                                                                             |
| 2001 | Terre Châtelet les Halles                              | FR37 (21 Wo.)FR | — | — |                                                                             |
| 2002 | L’air du temps 2                                       | FR20 (11 Wo.)FR | BEW19 (6 Wo.)BEW | — | Erstveröffentlichung: 1. Februar 2002 feat. Cécilia Cara                    |
| 2003 | Ma liberté de penser Ailleurs land                     | FR1 Platin · (21 Wo.)FR | BEW1 Gold · (17 Wo.)BEW | CH8 (20 Wo.)CH | Erstveröffentlichung: 21. März 2003                                         |
| 2003 | Je trace Ailleurs land                                 | FR26 (20 Wo.)FR | BEW34 (6 Wo.)BEW | CH65 (11 Wo.)CH | Erstveröffentlichung: 15. Juli 2003                                         |
| 2004 | Y’a pas un homme qui soit né pour ça –                 | FR20 (17 Wo.)FR | — | CH45 (10 Wo.)CH | mit Calogero & Pascal Obispo                                                |
| 2004 | Io le canto per te Baryton                             | FR28 (13 Wo.)FR | BEW12 (11 Wo.)BEW | — |                                                                             |
| 2006 | Là où je t’emmènerai Abracadabra                       | FR4 (20 Wo.)FR | BEW7 (21 Wo.)BEW | CH39 (17 Wo.)CH | Erstveröffentlichung: 19. Juni 2006                                         |
| 2007 | Un ami Les duos de Marc                                | — | BEW25 (6 Wo.)BEW | — | mit Marc Lavoine                                                            |
| 2008 | De part et d’autre De part et d’autre – Triple Best Of | — | BEW13 (6 Wo.)BEW | — |                                                                             |
| 2009 | C’est comme ça                                         | — | BEW11 (9 Wo.)BEW | — |                                                                             |
| 2009 | Amar y amar C’est comme ça                             | — | — | — |                                                                             |
| 2010 | Si tu n’aimes pas Florent Pagny Tout et son contraire  | — | BEW46 (1 Wo.)BEW | — | Erstveröffentlichung: 13. September 2010                                    |
| 2010 | Te jeter des fleurs Tout et son contraire              | — | BEW19 (10 Wo.)BEW | — | Erstveröffentlichung: 8. November 2010                                      |
| 2011 | Je laisse le temps faire Tout et son contraire         | FR186 (1 Wo.)FR | — | — | Erstveröffentlichung: 16. Mai 2011 feat. Pascal Obispo; Charteinstieg: 2016 |
| 2013 | Les murs porteurs Vieillir avec toi                    | — | BEW25 (4 Wo.)BEW | — | Erstveröffentlichung: 17. Juni 2013                                         |
| 2014 | Le soldat Vieillir ensemble                            | FR61 (33 Wo.)FR | BEW50 (1 Wo.)BEW | — | Erstveröffentlichung: 27. Januar 2014                                       |
| 2015 | Nos vies paralleles Toujours un ailleurs               | FR47 (27 Wo.)FR | BEW39 (2 Wo.)BEW | — | Erstveröffentlichung: 14. September 2015 mit Anggun                         |
| 2016 | Encore Habana                                          | FR55 (8 Wo.)FR | — | — | Erstveröffentlichung: 14. März 2016                                         |
| 2016 | Habana                                                 | FR117 (3 Wo.)FR | — | — | Erstveröffentlichung: 20. Juni 2016                                         |
| 2020 | Pour les gens du secours –                             | FR142 (1 Wo.)FR | — | — | Erstveröffentlichung: 3. April 2020 mit Pascal Obispo & Marc Levoine        |
| Folgende Lieder erschienen nicht als Single, wurden aber durch das Album zum Download und Streaming bereitgestellt und konnten somit eine Platzierung erlangen: |                                                        | | | |                                                                             |
| |                                                        | | | |                                                                             |
| 2012 | I Don’t Know Bienvenue chez moi                        | FR145 (1 Wo.)FR | — | — | mit Noa                                                                     |
| 2016 | La vie ne m’apprend rien Balavoine(s)                  | FR161 (1 Wo.)FR | — | — |                                                                             |
| 2017 | Toute la musique que j’aime Panoramas                  | FR78 (1 Wo.)FR | — | — | feat. Johnny Hallyday                                                       |

grau schraffiert: keine Chartdaten aus diesem Jahr verfügbar

### Als Gastmusiker
| Jahr | Titel Album                | Höchstplatzierung, Gesamtwochen, AuszeichnungChartplatzierungen (Jahr, Titel, Album, Platzierungen, Wochen, Auszeichnungen, Anmerkungen) | Höchstplatzierung, Gesamtwochen, AuszeichnungChartplatzierungen (Jahr, Titel, Album, Platzierungen, Wochen, Auszeichnungen, Anmerkungen) | Höchstplatzierung, Gesamtwochen, AuszeichnungChartplatzierungen (Jahr, Titel, Album, Platzierungen, Wochen, Auszeichnungen, Anmerkungen) | Anmerkungen                                                                |
| Jahr | Titel Album                | FR | BEW | CH | Anmerkungen                                                                |
| ---- | -------------------------- | --- | --- | --- | -------------------------------------------------------------------------- |
| 2020 | J’y vais Un air de famille | FR— GoldFR | — | — | Erstveröffentlichung: 21. September 2020 Patrick Fiori feat. Florent Pagny |

## Videoalben
- 1998: L’Integrale Des Clips (FR: Platin)
- 2003: Live Olympia 2003 (FR: Diamant)

## Boxsets
| Jahr | Titel                                     | Höchstplatzierung, Gesamtwochen, AuszeichnungChartplatzierungen (Jahr, Titel, Platzierungen, Wochen, Auszeichnungen, Anmerkungen) | Höchstplatzierung, Gesamtwochen, AuszeichnungChartplatzierungen (Jahr, Titel, Platzierungen, Wochen, Auszeichnungen, Anmerkungen) | Höchstplatzierung, Gesamtwochen, AuszeichnungChartplatzierungen (Jahr, Titel, Platzierungen, Wochen, Auszeichnungen, Anmerkungen) | Anmerkungen                             |
| Jahr | Titel                                     | FR | BEW | CH | Anmerkungen                             |
| ---- | ----------------------------------------- | --- | --- | --- | --------------------------------------- |
| 2015 | Tout et son contraire / Vieillir avec toi | FR83 (9 Wo.)FR | — | — | Erstveröffentlichung: 4. September 2015 |

## Statistik

### Chartauswertung
|                     | FR     | BEW      | CH     |
| ------------------- | ------ | -------- | ------ |
| Nummer-eins-Alben   | FR9FR  | BEW12BEW | CH2CH  |
| Top-10-Alben        | FR19FR | BEW23BEW | CH8CH  |
| Alben in den Charts | FR25FR | BEW30BEW | CH23CH |

|                       | FR     | BEW      | CH    |
| --------------------- | ------ | -------- | ----- |
| Nummer-eins-Singles   | FR3FR  | BEW2BEW  | CH—CH |
| Top-10-Singles        | FR10FR | BEW5BEW  | CH1CH |
| Singles in den Charts | FR34FR | BEW21BEW | CH4CH |

### Auszeichnungen für Musikverkäufe
| Platin-Schallplatte - Europa - 1997: für das Album Bienvenue Choz Moi - 2003: für das Album Ailleurs Land | 2× Platin-Schallplatte - Europa - 1999: für das Album Savoir Aimer |

Anmerkung: Auszeichnungen in Ländern aus den Charttabellen bzw. Chartboxen sind in ebendiesen zu finden.
| Land/RegionAuszeichnungen für Musikverkäufe (Land/Region, Auszeichnungen, Verkäufe, Quellen) | Silber     | Gold       | Platin       | Diamant     | Verkäufe    | Quellen                                                   |
| -------------------------------------------------------------------------------------------- | ---------- | ---------- | ------------ | ----------- | ----------- | --------------------------------------------------------- |
| Belgien (BRMA)                                                                               | —          | 13× Gold13 | 6× Platin6   | —           | 575.000     | ultratop.be                                               |
| Europa (IFPI)                                                                                | —          | —          | 4× Platin4   | —           | (4.000.000) | ifpi.org (Memento vom 1. Januar 2014 im Internet Archive) |
| Frankreich (SNEP)                                                                            | 2× Silber2 | 9× Gold9   | 19× Platin19 | 7× Diamant7 | 10.695.000  | infodisc.fr snepmusique.com                               |
| Schweiz (IFPI)                                                                               | —          | 5× Gold5   | 3× Platin3   | —           | 245.000     | hitparade.ch                                              |
| Insgesamt                                                                                    | 2× Silber2 | 27× Gold27 | 32× Platin32 | 7× Diamant7 |             |                                                           |